# Xiang Xi
Koordinaten: 62° 14′ S, 58° 57′ W
Xiang Xi (chinesisch 象溪 ‚Elefantenbach‘) ist ein saisonaler Bach auf der Fildes-Halbinsel von King George Island im Archipel der Südlichen Shetlandinseln. Er fließt, teilweise unterirdisch, aus einem Tal nördlich des Panlong Shan in östlicher Richtung und mündet, nachdem er sich in zwei Läufe aufgespaltet hat, zwischen dem Dyke Point im Norden und dem Halfthree Point im Süden in die Maxwell Bay.
Chinesische Wissenschaftler benannten ihn 1986 im Zuge von Vermessungs- und Kartierungsarbeiten.